# Berzelia abrotanoides
Berzelia abrotanoides är en tvåhjärtbladig växtart som först beskrevs av Carl von Linné, och fick sitt nu gällande namn av Adolphe-Théodore Brongniart. Berzelia abrotanoides ingår i släktet Berzelia och familjen Bruniaceae. Inga underarter finns listade.